# Dronning Dagmar
Dronning Dagmar (ca. 1186 – 24. maj 1213 ) var dansk dronning i syv år. Hun var født prinsesse Markéta (Margrete) Přemyslovna af Bøhmen (det nuværende Tjekkiet), som datter af den senere kong Ottokar 1. og Adela (eller Edel eller Adelheid) af Meissen på kongeborgen Vyšehrad i Prag.

## Liv og levned
Et af de få fakta, vi har om Dagmar, er hendes dødsdato 24. maj 1213. Det er også sikkert, at hendes far i 1198 fik sit ægteskab med hendes mor opløst, fordi han mente, de var for nært beslægtet. Han giftede sig i stedet med den ungarske prinsesse Konstanse og forviste Adela, som tog deres børn med tilbage til Meissen, hvor hun kom fra. Med sin nye dronning fik kong Ottokar en række børn, deriblandt Skt. Agnes af Bøhmen, som altså var Dagmars halvsøster.
Dagmar var måske kun 15 år, i hvert fald højst 19, da hun i 1205 blev forlovet med Valdemar Sejr, som juledag 1202 var blevet kronet i Lund Domkirke. Som sønnesøn af en helgen (Knud Lavard) kaldte han sig "konge af Guds nåde"; desuden konge over både "de danske og de slaver", da et dansk/slavisk storrige var hans politiske og religiøse vision. Brylluppet stod i Lübeck samme år og var sandsynligvis en politisk alliance. Ifølge Rydårbogen hed Valdemar Sejrs dronning Dragomir, der blev fordansket til Dagmar (= Dag-mø, Dag-pigen) fordi hun var så køn; men det er tvivlsomt, om hun har heddet andet end Markéta.
I 1209 fik Dagmar sønnen Valdemar den Unge, men døde, da hun fødte sin anden søn 24. maj 1213. Sønnen døde rimeligvis også, han nævnes i hvert fald ikke igen. Den ældste, Valdemar den Unge, omkom på Refsnæs i 1231 af et vådeskud. Hans enke, Eleonore af Portugal, døde i barsel nogle måneder senere, så der findes ingen efterkommere efter Dagmar.
Ifølge Rydårbogen medvirkede hun til at få løsladt biskop Valdemar Knudsen af Slesvig, som pave Innocens 3. ønskede at få bragt til Rom i lænker. Dagmar må have fortrudt sin indgriben, for biskoppen flygtede og lod sig uden pavelig godkendelse vælge til ærkebiskop af Bremen i 1207; trods bandlysning i 1215 fortsatte han som ærkebisp til 1217, før han gik i kloster og senere gjorde et nyt forsøg på at blive dansk konge.
I 1683 ønskede provst Christian Blichfeld at anlægge en grav til sin hustru i Skt. Bendts Kirke, og fik derfor - helt eller delvis - sløjfet gravene efter Dagmar og Valdemar Sejrs søster, dronning Richiza. Ved den anledning skal Dagmarkorset være fundet. I 1695 blev det indleveret til Det Kongelige Kunstkammer med oplysning om, at det var fundet i Skt. Bendts Kirke i Ringsted. Det blev derfor kaldt dagmarkorset; men mere sandsynligt stammer det fra Richizas grav, som blev mere ødelagt i 1683 end Dagmars. Flere andre kvinder i Valdemar-dynastiet var af østeuropæisk ophav og kan også have medbragt det lille byzantinske arbejde.
Da Frederik 7. i 1855 fik åbnet kongegravene i Skt. Bendts Kirke, var Dagmars grav tom.

## Sagnet om Dagmar i folkevisen
Folkeviserne priste dronning Dagmar for hendes hjertelag, skønhed og omtanke for andre. Med en søn, der døde så tragisk i en jagtulykke, stod hun i kontrast til sin efterfølger Berengaria, der fik tre sønner, som kastede Danmark ud i borgerkrig. Som historiske kilder er folkeviserne mindre værd; blev først nedskrevet i 1500-tallet og antager et præg af sagn og legende, når Dagmar på sit dødsleje advarer Valdemar Sejr mod at gifte sig med Berengaria, der er "så besk en blomme", og i stedet anmoder ham om at gifte sig med "liden Kirsten" (hvis grav findes uden for Vestervig Kirke). Ellers er "liden Kirsten" flere steder omtalt som Valdemar den Stores halvsøster, og dermed faster til Valdemar Sejr, som folkevisen nu pludselig vil have hende gift med:
"I tage liden Kirsten til eders viv
hun er så bold en jomfru."
Der findes fem Dagmar-viser:
- 1. Bøhmerlandsdronningen - Svannings håndskrift.
- 2. Dronning Dagmar og junker Strange - Karen Brahe, 1570.
- 3. Dronning Dagmar spås af en havfrue - Anders Sørensen Vedel, 1591.
- 4. Dronning Dagmar ligger udi Ribe syg - Anders Sørensen Vedel, 1591.
- 5. Dronning Berengaria - Renzels håndskrift. Her viser Dagmar sig for kong Valdemar i en drøm med ordene: "Nu haver I fået den beske blomme, som jeg eder spåed', til liden fromme."

To af Dagmar-viserne skildrer hendes brudefærd. I den ene sendes hr. Strange Ebbesen som brudesvend til Bøhmen, sammen med den unge hr. Oluf Lykke og biskop Peder af Sjælland og hr. Albert af Eskilsø. De sejler "over salten sø", kaster anker på sand, og modtages af kongen af Bøhmen. Hr. Strange spiller tavl med Dagmar, mens kongeparret diskuterer i lønkammeret; til sidste bliver hr. Strange på sin herres vegne viet til Dagmar. På silke vandrer bruden til stranden, og kommer i land ved Mandø, hvor hun ser kongen komme ridende "på hviden strand". Men en havfrue spår på overfarten, at hun kommer til at lade sit unge liv i barsel.
I den 3. folkevise berettes, hvordan Dagmar går i forbøn for biskop af Slesvig, Valdemar Knudsen, der havde siddet i fængsel i 14 år, først i Nordborg, siden på Søborg ved Gurre, hvor dronningen fattede medlidenhed med ham i 1206. Det løb uheldigt af, da han flygtede og straks slog sig sammen med landets fjender.
Dronningen som mild og kærlig kommer bedst til udtryk i verselinjerne om hendes sygdom og død. Hun går i forbøn for landets fanger, om at løse dem af deres jern, og skænke de fredløse fred. Et element af nekromantik dukker op i folkevisen, da den døde Dagmar rejser sig op, vækket til live af enkemandens fortvivlelse, men ikke spor glad over at være kaldt tilbage til livet:
Hendes øje var blodigt røde:
"Min ædle herre, kong Valdemar,
hvi gjorde I mig den møde?"

## Dronning Dagmars synd
Udtrykket er hentet fra folkevisen om dronning Dagmars død, hvor den fromme dronning frygter sin straf i skærsilden, for at have pyntet sig til søndagsgudstjenesten. Udtrykket anvendes, når en troende får samvittighedskvaler for en ubetydelig synd.

## Aner
|                   |                  |  |                     |                        |  | 4Vladislav 2. af Bøhmen |
|                   |                  |  |                     |                        |  |                         |
|                   | ²Ottokar 1.      |  |                     |                        |  |                         |
|                   |                  |  |                     |                        |  |                         |
|                   |                  |  |                     | 5Judita af Thüringen   |  |                         |
|                   |                  |  |                     |                        |  |                         |
| 1Dagmar af Böhmen |                  |  |                     |                        |  |                         |
|                   |                  |  |                     |                        |  |                         |
|                   |                  |  | 6Otto 1. af Meissen |                        |  |                         |
|                   |                  |  |                     |                        |  |                         |
|                   | 3Edel af Meissen |  |                     |                        |  |                         |
|                   |                  |  |                     |                        |  |                         |
|                   |                  |  |                     | 7Hedvig af Brandenburg |  |                         |
|                   |                  |  |                     |                        |  |                         |